# Abdurrahim Myftiu
Abdurrahim Myftiu (ur. 31 stycznia 1938 w Durrësie) – albański dziennikarz, tłumacz i krytyk.

## Życiorys
Po ukończeniu szkoły średniej pracował przez kilka lat jako bibliotekarz w rodzinnym mieście. Później ukończył studia filologiczne na Uniwersytecie Tirańskim, specjalizując się w języku angielskim. Jeszcze w czasie studiów zajmował się krytyką literacką, a w 1965 po ukończeniu studiów rozpoczął pracę jako sekretarz kolegium redakcyjnego miesięcznika literackiego Drita (organu Ligi Pisarzy i Artystów Albanii). Był także współautorem Historii literatury albańskiej po 1944 r. (alb. Historia e letërsisë shqiptare pas vitit 1944).
W 1975 Myftiu został usunięty z redakcji Drity, gdyż władze uznały, że prezentuje w swoich tekstach zbyt liberalne poglądy. Wyjechał z Tirany i do 1981 pracował jako nauczyciel języka angielskiego w Kavai. W 1981 otrzymał pracę redaktora-tłumacza w Studiu Filmowym Nowa Albania (alb. Kinostudio Shqipëria e Re). Zajmował się tam tłumaczeniem albańskich filmów na język angielski. W 1982 został mianowany szefem redakcji, przygotowującej scenariusze.
Od 1986 zajął się pracą naukową, przygotowując monografie, poświęcone dziejom albańskiej kinematografii. Tłumaczył także na język albański O sztuce Gombricha i Historię literatury albańskiej Roberta Elsiego.

## Dzieła
- 1991: Filmi Artistik Shqiptar dhe Ceshtjet e ekranizimit (Albański film fabularny i problem ekranizacji)
- 1996: Shoqeria shqiptare dhe filmi artistik shqiptar 1958-1990 (Społeczeństwo albańskie wobec albańskiego filmu fabularnego 1958-1990)
- 2004: Filmi në kapërcyell të shekullit